# Tamaño natural
Tamaño natural (en francés y originalmente, Grandeur nature) es una película franco-hispano-italiana de 1974, dirigida por el cineasta español Luis García Berlanga.

## Sinopsis
Michel (interpretado por Michel Piccoli) es un dentista parisino de 45 años con un matrimonio en decadencia, aunque su mujer, Isabelle (Rada Rassimov) acepta sus continuas infidelidades. Michel, dentro de su creciente soledad, encuentra un maniquí del que se enamora y decide divorciarse de Isabelle. Las personas cercanas a él asumen la realidad de diverso modo. Su madre (Valentine Tessier), admite de buen grado la situación, vistiendo a la muñeca con sus trajes de cuando ella era joven mientras le habla, llegando a afirmar sarcásticamente que ya había pasado más tiempo con el maniquí que con Isabelle, con quien mantiene una mala relación. Sus amigos encuentran la situación hilarante, regalándole una muñeca pequeña como si se tratara de su hijo. Isabelle, cuando descubre que su marido se ha enamorado de un maniquí, enfurece y acaba por comportarse como si también fuera uno para intentar recuperar a Michel.
El enamoramiento de Michel es total. Admite que su muñeca, a la que da diversos nombres a lo largo de la película, cumple todos los requisitos que él espera de una buena mujer: es atractiva, su piel no envejece, no habla ni enferma, ni tampoco pide caprichos. En su delirio, llega a escenificar una boda y grabar en video sus mejores momentos. Sin embargo Michel descubre las infidelidades de su maniquí con varios hombres, y acaba simbólicamente con la vida de la muñeca.

## Premios
34.ª edición de las Medallas del Círculo de Escritores Cinematográficos
| Categoría              | Candidato        | Resultado |
| ---------------------- | ---------------- | --------- |
| Mejor actor secundario | Manuel Alexandre | Ganador   |